# Laelia rosea
Laelia rosea är en fjärilsart som beskrevs av William Schaus och Clements 1893. Laelia rosea ingår i släktet Laelia och familjen tofsspinnare. Inga underarter finns listade i Catalogue of Life.